# Буда-Бровахівська
Буда-Бровахівська — село в Україні, у Черкаському районі Черкаської області, підпорядковане Набутівській сільській громаді. Населення становить 113 осіб.